# Последний этап
«Последний этап» (пол. Ostatni etap) — польский кинофильм об истории узников Освенцима. Это второй полнометражный фильм, снятый в Польше после Второй мировой войны, первый в истории мирового кинематографа, рассказывающий об ужасах нацистских концлагерей и трагедии Холокоста и первый художественный фильм об Освенциме. Фильм снят режиссёром Вандой Якубовской, бывшей заключённой Освенцима и Равенсбрюка. Съёмки проходили на территории реального Освенцима, но эпизоды в бараках снимались в декорациях. Роли надзирателей лагеря сыграли местные жители из Освенцима.

## Сюжет
Основанный на воспоминаниях фильм рассказывает о женщинах-заключенных разных национальностей, которые борются за выживание в концентрационном лагере Освенцим. О движении сопротивления фашистам в невыносимых лагерных условиях.
Фильм заканчивается призывом одной из умирающих узниц «Не дайте, чтобы Освенцим повторился!»

## В ролях
- Барбара Драпинская — Марта
- Алина Яновская — Десса
- Барбара Фиевская — Анелька
- Зофья Мрозовска — цыганка
- Халина Дрохоцкая — Лялюня
- Барбара Рачвальская — Эльза
- Мария Виноградова — Надя
- Александра Шлёнская — старшая надзирательница
- Антонина Гурецкая — Анна
- Татьяна Гурецкая — Евгения
- Ванда Бартувна — Хелена
- Эдвард Дзевоньский — лагерный врач
- Хугуэто Фагетт — Мишель
- Станислав Зачик — Тадек
- Анна Ярачувна — капо Фрида
- Ядвига Хойнацкая — заключённая на участке
- Мария Каневская — надзирательница
- Владислав Брохович — комендант лагеря Освенцим
- Казимеж Павловский — шеф гестапо
- Тадеуш Шмидт — офицер гестапо
- Зыгмунт Хмелевский — сановник гестапо, сопровождающий международной комиссии
- Игор Смяловский — офицер СС
- Тадеуш Плюциньский — немецкий солдат

## Интересные факты
- Премьера фильма в Польше: 28 марта 1948 года.
- Первоначально фильм планировалось назвать «Письмо из Освенцима», но спустя два года после начала работы над сценарием фильм получил название «Последний этап».
- По свидетельству самой Якубовской замысел фильма родился у неё ещё в Освенциме, сценарий помогла ей написать другая узница концлагеря немка Герда Шнейдер[1].

## Награды
- 1948 — Кинофестиваль в Карловых Варах — Хрустальный глобус
- 1950 — Номинация на премию Британской киноакадемии
- 1950 — Премия Международного Совета Мира